# غلين غانت
غلين غانت (بالإنجليزية: Glenn Gant)‏ هو رسام أمريكي، ولد في 1911، وتوفي في 1999.